# Sorsogon (provins)

Sorsogons läge i Filippinerna

Sorsogon är en provins i Filippinerna som är belägen i Bikolregionen. Den har 792 949 invånare (2015) på en yta av 2 141 km². Administrativ huvudort är staden Sorsogon.
Provinsen är indelad i 14 kommuner och 1 stad.